# Винанд Оливије
Винанд Оливије (енгл. Wynand Olivier; 11. јун 1983) професионални је рагбиста и репрезентативац ЈАР, који тренутно игра за Вустер. Примарна позиција му је центар, а секундарна крило. У Кари купу играо је за Блу булсе. У супер рагбију је 2005, дебитовао за Булсе у мечу против Хајлендерса. За репрезентацију ЈАР је дебитовао у тест мечу против Шкотске 2006. Са „Спрингбоксима” је освојио светско првенство 2007, одржано у Француској. Једну сезону провео је у јапанској топ лиги играјући за Рико блек ремсе. Лета 2013, прешао је у француски Монпеље. Од сезоне 2015-2016 наступа за Вустер вориорсе. У 3 наврата је освајао Кари куп (2003, 2004, 2009). Супер рагби је такође освајао у 3 наврата (2007, 2009, 2010).